# Списак споменика културе у Мачванском округу
Следи списак споменика културе у Мачванском округу.
| ИД      | Слика                                                                                     | Назив                                                                                     | Адреса                                               | Координате                                     | Место                | Градска општина | Општина      | Надлежни завод |
| ------- | ----------------------------------------------------------------------------------------- | ----------------------------------------------------------------------------------------- | ---------------------------------------------------- | ---------------------------------------------- | -------------------- | --------------- | ------------ | -------------- |
| СК 255  | Конак у Владимирцима                                                                      | Конак у Владимирцима                                                                      | Св. Саве 26                                          | 44.616485°N 19.783391°E / 44.616485, 19.783391 | Владимирци           |                 | Владимирци   | ВАЉЕВО         |
| СК 361  | Манастир Чокешина                                                                         | Манастир Чокешина                                                                         |                                                      | 44.641788°N 19.396693°E / 44.641788, 19.396693 | Чокешина             |                 | Лозница      | ВАЉЕВО         |
| СК 363  | Манастир Троноша                                                                          | Манастир Троноша                                                                          |                                                      | 44.460005°N 19.283531°E / 44.460005, 19.283531 | Коренита (Лозница)   |                 | Лозница      | ВАЉЕВО         |
| СК 364  | Црква Преображења                                                                         | Црква Преображења                                                                         |                                                      | 44.555326°N 19.601904°E / 44.555326, 19.601904 | Криваја (Шабац)      |                 | Шабац        | ВАЉЕВО         |
| СК 457  | Спомен-капела са костурницом у Прњавору                                                   | Спомен-капела са костурницом у Прњавору                                                   | Порта цркве Св. Илије                                | 44.697598°N 19.389123°E / 44.697598, 19.389123 | Прњавор (Шабац)      |                 | Шабац        | ВАЉЕВО         |
| СК 576  | Зграда старе болнице (Зграда Историјског архива)                                          | Зграда старе болнице (Зграда Историјског архива)                                          | Војводе Мишића 18а                                   | 44.75308°N 19.695202°E / 44.75308, 19.695202   | Шабац                |                 | Шабац        | ВАЉЕВО         |
| СК 578  | Црква брвнара у Селанцу                                                                   | Црква брвнара у Селанцу                                                                   |                                                      | 44.295934°N 19.330548°E / 44.295934, 19.330548 | Селанац              |                 | Љубовија     | ВАЉЕВО         |
| СК 579  | Стари мост у Доњој Оровици                                                                | Стари мост у Доњој Оровици                                                                |                                                      | 44.250763°N 19.500463°E / 44.250763, 19.500463 | Доња Оровица         |                 | Љубовија     | ВАЉЕВО         |
| СК 580  | Црква брвнара у Доњој Оровици                                                             | Црква брвнара у Доњој Оровици                                                             |                                                      | 44.222291°N 19.485108°E / 44.222291, 19.485108 | Доња Оровица         |                 | Љубовија     | ВАЉЕВО         |
| СК 586  | Пошаљи фотографију                                                                        | Бегова кућа (Лозница)                                                                     |                                                      |                                                | Лозница              |                 | Лозница      | ВАЉЕВО         |
| СК 604  | Пошаљи фотографију                                                                        | Кућа у селу Толисавцу                                                                     |                                                      | 44.367666°N 19.454661°E / 44.367666, 19.454661 | Толисавац            |                 | Крупањ       | ВАЉЕВО         |
| СК 719  | Зграда Гимназије                                                                          | Зграда Гимназије                                                                          | Масарикова 13                                        | 44.755343°N 19.69284°E / 44.755343, 19.69284   | Шабац                |                 | Шабац        | ВАЉЕВО         |
| СК 720  | Лознички град                                                                             | Лознички град                                                                             |                                                      | 44.512115°N 19.415747°E / 44.512115, 19.415747 | Драгинац (Лозница)   |                 | Лозница      | ВАЉЕВО         |
| СК 726  | Манастир Каона                                                                            | Манастир Каона                                                                            |                                                      | 44.529778°N 19.704268°E / 44.529778, 19.704268 | Каона (Владимирци)   |                 | Владимирци   | ВАЉЕВО         |
| СК 727  | Кућа Јована Павловића                                                                     | Кућа Јована Павловића                                                                     | Масарикова 3                                         | 44.756486°N 19.693549°E / 44.756486, 19.693549 | Шабац                |                 | Шабац        | ВАЉЕВО         |
| СК 728  | Зграда владичиног конака (Зграда библиотеке)                                              | Зграда владичиног конака (Зграда библиотеке)                                              | Масарикова 18                                        | 44.755617°N 19.692283°E / 44.755617, 19.692283 | Шабац                |                 | Шабац        | ВАЉЕВО         |
| СК 729  | Зграда Окружног суда у Шапцу                                                              | Зграда Окружног суда у Шапцу                                                              | Господар Јевремова 4                                 | 44.757349°N 19.693626°E / 44.757349, 19.693626 | Шабац                |                 | Шабац        | ВАЉЕВО         |
| СК 730  | Зграда Окружног начелства у Шапцу                                                         | Зграда Окружног начелства у Шапцу                                                         | Господар Јевремова 8                                 | 44.757592°N 19.692936°E / 44.757592, 19.692936 | Шабац                |                 | Шабац        | ВАЉЕВО         |
| СК 731  | Арамбашића кућа                                                                           | Арамбашића кућа                                                                           | Карађорђева 3                                        | 44.75657°N 19.694832°E / 44.75657, 19.694832   | Шабац                |                 | Шабац        | ВАЉЕВО         |
| СК 732  | Кућа Драгомира Петровића                                                                  | Кућа Драгомира Петровића                                                                  | Масарикова 39                                        | 44.754322°N 19.691093°E / 44.754322, 19.691093 | Шабац                |                 | Шабац        | ВАЉЕВО         |
| СК 733  | Кућа Павла Станића                                                                        | Кућа Павла Станића                                                                        | Господар Јевремова 21                                | 44.758116°N 19.691182°E / 44.758116, 19.691182 | Шабац                |                 | Шабац        | ВАЉЕВО         |
| СК 735  | Зграда Прве народне апотеке                                                               | Зграда Прве народне апотеке                                                               | Господар Јевремова 23                                | 44.758194°N 19.69115°E / 44.758194, 19.69115   | Шабац                |                 | Шабац        | ВАЉЕВО         |
| СК 736  | Крсмановићева кућа (Зграда "Борова")                                                      | Крсмановићева кућа (Зграда "Борова")                                                      | Масарикова 2                                         | 44.756669°N 19.693689°E / 44.756669, 19.693689 | Шабац                |                 | Шабац        | ВАЉЕВО         |
| СК 737  | Зграда „Старе апотеке“ (Музеј Јадра)                                                      | Зграда „Старе апотеке“ (Музеј Јадра)                                                      | Пашићева 25                                          | 44.531644°N 19.224367°E / 44.531644, 19.224367 | Лозница              |                 | Лозница      | ВАЉЕВО         |
| СК 740  | Шабачка тврђава                                                                           | Шабачка тврђава                                                                           |                                                      | 44.764142°N 19.703495°E / 44.764142, 19.703495 | Шабац                |                 | Шабац        | ВАЉЕВО         |
| СК 741  | Црква Светих Петра и Павла у Добрићу (Шабац)                                              | Црква Светих Петра и Павла у Добрићу (Шабац)                                              |                                                      | 44.685803°N 19.575273°E / 44.685803, 19.575273 | Добрић (Шабац)       |                 | Шабац        | ВАЉЕВО         |
| СК 816  | Окућница Павловић Јеврема                                                                 | Окућница Павловић Јеврема                                                                 |                                                      | 44.568244°N 19.492575°E / 44.568244, 19.492575 | Трбосиље (Лозница)   |                 | Лозница      | ВАЉЕВО         |
| СК 957  | Дом културе „Вук Караџић“                                                                 | Дом културе „Вук Караџић“                                                                 | Саве Ковачевића 1                                    | 44.530925°N 19.225118°E / 44.530925, 19.225118 | Лозница              |                 | Лозница      | ВАЉЕВО         |
| СК 1067 | Пошаљи фотографију                                                                        | Спомен кућа НОР-а                                                                         |                                                      | 44.362481°N 19.122421°E / 44.362481, 19.122421 | Сакар                |                 | Мали Зворник | ВАЉЕВО         |
| СК 1070 | Јеврејско гробље (Доњошорско гробље)                                                      | Јеврејско гробље (Доњошорско гробље)                                                      | Јеврејска                                            | 44.752196°N 19.708259°E / 44.752196, 19.708259 | Шабац                |                 | Шабац        | ВАЉЕВО         |
| СК 1469 | Комплекс „Мачков камен“                                                                   | Комплекс „Мачков камен“                                                                   |                                                      | 44.328802°N 19.293145°E / 44.328802, 19.293145 | Црнча (Љубовија)     |                 | Љубовија     | ВАЉЕВО         |
| СК 1470 | Црква св. апостола Петра и Павла у Шапцу                                                  | Црква св. апостола Петра и Павла у Шапцу                                                  | Масарикова 1                                         | 44.756284°N 19.693894°E / 44.756284, 19.693894 | Шабац                |                 | Шабац        | ВАЉЕВО         |
| СК 1471 | Црква Рођења Богородице у Богатићу                                                        | Црква Рођења Богородице у Богатићу                                                        | Војводе Степе                                        | 44.836996°N 19.481698°E / 44.836996, 19.481698 | Богатић              |                 | Богатић      | ВАЉЕВО         |
| СК 1472 | Црква Св. цара Константина и царице Јелене у Коцељеви                                     | Црква Св. цара Константина и царице Јелене у Коцељеви                                     |                                                      | 44.46713°N 19.820467°E / 44.46713, 19.820467   | Коцељева             |                 | Коцељева     | ВАЉЕВО         |
| СК 1475 | Црква - спомен костурница Вазнесења Христовог и комплекс споменика ранијих ратова у Дубљу | Црква - спомен костурница Вазнесења Христовог и комплекс споменика ранијих ратова у Дубљу |                                                      | 44.800459°N 19.507939°E / 44.800459, 19.507939 | Дубље (Богатић)      |                 | Богатић      | ВАЉЕВО         |
| СК 1479 | Зграда старог окружног начелства у Богатићу                                               | Зграда старог окружног начелства у Богатићу                                               | Војводе Степе 2                                      | 44.834775°N 19.479917°E / 44.834775, 19.479917 | Богатић              |                 | Богатић      | ВАЉЕВО         |
| СК 1546 | Кућа Катића са Галеријом Миће Поповића                                                    | Кућа Катића са Галеријом Миће Поповића                                                    | Јована Цвијића 15                                    | 44.53104°N 19.221534°E / 44.53104, 19.221534   | Лозница              |                 | Лозница      | ВАЉЕВО         |
| СК 1549 | Зграда Основне школе „Јанко Веселиновић“                                                  | Зграда Основне школе „Јанко Веселиновић“                                                  | Карађорђева 48                                       | 44.754318°N 19.697611°E / 44.754318, 19.697611 | Шабац                |                 | Шабац        | ВАЉЕВО         |
| СК 1599 | Црква Успења пресвете Богородице Добри поток (Крупањ)                                     | Црква Успења пресвете Богородице Добри поток (Крупањ)                                     |                                                      | 44.372452°N 19.373455°E / 44.372452, 19.373455 | Липеновић            |                 | Крупањ       | ВАЉЕВО         |
| СК 2033 | Црква светих Петра и Павла у Глоговцу                                                     | Црква светих Петра и Павла у Глоговцу                                                     |                                                      | 44.858869°N 19.41518°E / 44.858869, 19.41518   | Глоговац (Богатић)   |                 | Богатић      | ВАЉЕВО         |
| СК 2034 | Етно парк у Совљаку                                                                       | Етно парк у Совљаку                                                                       |                                                      | 44.864698°N 19.431262°E / 44.864698, 19.431262 | Совљак (Богатић)     |                 | Богатић      | ВАЉЕВО         |
| СК 2035 | Црква Св. Архиђакона Стефана у Свилеуви                                                   | Црква Св. Архиђакона Стефана у Свилеуви                                                   |                                                      | 44.521861°N 19.826973°E / 44.521861, 19.826973 | Свилеува             |                 | Коцељева     | ВАЉЕВО         |
| СК 2036 | Зграда Велике школе у Коцељеви                                                            | Зграда Велике школе у Коцељеви                                                            |                                                      | 44.46535°N 19.817104°E / 44.46535, 19.817104   | Коцељева             |                 | Коцељева     | ВАЉЕВО         |
| СК 2037 | Зграда Мале школе у Коцељеви                                                              | Зграда Мале школе у Коцељеви                                                              |                                                      | 44.466047°N 19.816674°E / 44.466047, 19.816674 | Коцељева             |                 | Коцељева     | ВАЉЕВО         |
| СК 2040 | Црква Свете Тројице у Доњој Трешњици                                                      | Црква Свете Тројице у Доњој Трешњици                                                      |                                                      | 44.326185°N 19.165686°E / 44.326185, 19.165686 | Доња Трешњица        |                 | Мали Зворник | ВАЉЕВО         |
| СК 2041 | Зграда Соколског дома у Шапцу                                                             | Зграда Соколског дома у Шапцу                                                             | угао улица Косте Абрашевића и Милоша Обилића         | 44.755579°N 19.689922°E / 44.755579, 19.689922 | Шабац                |                 | Шабац        | ВАЉЕВО         |
| СК 2042 | Манастир Радовашница                                                                      | Манастир Радовашница                                                                      | 24км од Шапца, у подножју северне стране планине Цер | 44.623449°N 19.488908°E / 44.623449, 19.488908 | Шабац                |                 | Шабац        | ВАЉЕВО         |
| СК 2043 | Црква Успења Пресвете Богородице у Липолисту                                              | Црква Успења Пресвете Богородице у Липолисту                                              |                                                      | 44.698159°N 19.500965°E / 44.698159, 19.500965 | Липолист             |                 | Шабац        | ВАЉЕВО         |
| СК 2044 | Зграда у Карађорђевој бр. 37                                                              | Зграда у Карађорђевој бр. 37                                                              | Карађорђева 37                                       | 44.754642°N 19.6976°E / 44.754642, 19.6976     | Шабац                |                 | Шабац        | ВАЉЕВО         |
| СК 2045 | Манастир Петковица код Шапца                                                              | Манастир Петковица код Шапца                                                              |                                                      | 44.661747°N 19.427099°E / 44.661747, 19.427099 | Петковица            |                 | Шабац        | ВАЉЕВО         |
| СК 2157 | Вила доктора Петровића                                                                    | Вила доктора Петровића                                                                    |                                                      |                                                | Бања Ковиљача        |                 | Лозница      | ВАЉЕВО         |
| СК 2158 | Вила „Катарина”                                                                           | Вила „Катарина”                                                                           |                                                      |                                                | Бања Ковиљача        |                 | Лозница      | ВАЉЕВО         |
| СК 2159 | Вила „Бенкара”                                                                            | Вила „Бенкара”                                                                            |                                                      |                                                | Бања Ковиљача        |                 | Лозница      | ВАЉЕВО         |
| СК 2160 | Вила „Анкица”                                                                             | Вила „Анкица”                                                                             |                                                      |                                                | Бања Ковиљача        |                 | Лозница      | ВАЉЕВО         |
| СК 2161 | Вила „Сунчица”                                                                            | Вила „Сунчица”                                                                            |                                                      |                                                | Бања Ковиљача        |                 | Лозница      | ВАЉЕВО         |
| СК 2162 | Вила „Гучево”                                                                             | Вила „Гучево”                                                                             |                                                      |                                                | Бања Ковиљача        |                 | Лозница      | ВАЉЕВО         |
| СК 2163 | Вила Здравље (Бања Ковиљача)                                                              | Вила Здравље (Бања Ковиљача)                                                              |                                                      |                                                | Бања Ковиљача        |                 | Лозница      | ВАЉЕВО         |
| СК 2164 | Пошаљи фотографију                                                                        | Вила „Цер”                                                                                |                                                      |                                                | Бања Ковиљача        |                 | Лозница      | ВАЉЕВО         |
| СК 2165 | Вила „Даница - Дом Вујића”                                                                | Вила „Даница - Дом Вујића”                                                                |                                                      |                                                | Бања Ковиљача        |                 | Лозница      | ВАЉЕВО         |
| СК 2166 | Вила „Иванка”                                                                             | Вила „Иванка”                                                                             |                                                      |                                                | Бања Ковиљача        |                 | Лозница      | ВАЉЕВО         |
| СК 2169 | Зграда гимназије „Вук Караџић” у Лозници                                                  | Зграда гимназије „Вук Караџић” у Лозници                                                  |                                                      |                                                | Лозница              |                 | Лозница      | ВАЉЕВО         |
| СК 2170 | Пошаљи фотографију                                                                        | Зграда Управе јавних прихода у Лозници                                                    |                                                      |                                                | Лозница              |                 | Лозница      | ВАЉЕВО         |
| СК 2171 | Пошаљи фотографију                                                                        | Зграда Старе болнице у Лозници                                                            |                                                      |                                                | Лозница              |                 | Лозница      | ВАЉЕВО         |
| СК 2178 | Зграда Градске тржнице у Шапцу                                                            | Зграда Градске тржнице у Шапцу                                                            |                                                      |                                                | Шабац                |                 | Шабац        | ВАЉЕВО         |
| СК 2179 | Зграда хотела „Зелени венац” у Шапцу                                                      | Зграда хотела „Зелени венац” у Шапцу                                                      |                                                      |                                                | Шабац                |                 | Шабац        | ВАЉЕВО         |
| СК 2180 | Зграда Занатског дома у Шапцу                                                             | Зграда Занатског дома у Шапцу                                                             |                                                      |                                                | Шабац                |                 | Шабац        | ВАЉЕВО         |
| СК 2193 | Стара апотека у Крупњу                                                                    | Стара апотека у Крупњу                                                                    |                                                      |                                                | Крупањ               |                 | Крупањ       | ВАЉЕВО         |
| СК 2194 | Окућница Драгољуба Јуришића                                                               | Окућница Драгољуба Јуришића                                                               |                                                      |                                                | Црна Бара (Богатић)  |                 | Богатић      | ВАЉЕВО         |
| СК 2195 | Зграда ОШ „Степа Степановић” у Текеришу                                                   | Зграда ОШ „Степа Степановић” у Текеришу                                                   |                                                      |                                                | Текериш              |                 | Лозница      | ВАЉЕВО         |
| СК 2239 | Црква Вазнесења Господњег у Змињаку                                                       | Црква Вазнесења Господњег у Змињаку                                                       |                                                      |                                                | Змињак               |                 | Шабац        | ВАЉЕВО         |
| СК 2240 | Црква Успења Пресвете Богородице у Ориду                                                  | Црква Успења Пресвете Богородице у Ориду                                                  |                                                      |                                                | Орид                 |                 | Шабац        | ВАЉЕВО         |
| СК 2255 | Црква Светог апостола и јеванђелисте Марка у Варни                                        | Црква Светог апостола и јеванђелисте Марка у Варни                                        |                                                      |                                                | Варна                |                 | Шабац        | ВАЉЕВО         |
| СК 2258 | Црква Свете Тројице у Брдарици                                                            | Црква Свете Тројице у Брдарици                                                            |                                                      |                                                | Брдарица             |                 | Коцељева     | ВАЉЕВО         |
| СК 2259 | Црква Светог великомученика Георгија у Мачванском Причиновићу                             | Црква Светог великомученика Георгија у Мачванском Причиновићу                             |                                                      |                                                | Мачвански Причиновић |                 | Шабац        | ВАЉЕВО         |
| СК 2260 | Црква Вазнесења Господњег у Дреновцу                                                      | Црква Вазнесења Господњег у Дреновцу                                                      |                                                      |                                                | Дреновац             |                 | Шабац        | ВАЉЕВО         |
| СК 2263 | Црква Светог Илије у Меховинама                                                           | Црква Светог Илије у Меховинама                                                           |                                                      |                                                | Меховине             |                 | Владимирци   | ВАЉЕВО         |
| СК 2264 | Црква Светог апостола и јеванђелисте Луке у Јаловику                                      | Црква Светог апостола и јеванђелисте Луке у Јаловику                                      |                                                      |                                                | Јаловик              |                 | Владимирци   | ВАЉЕВО         |
| СК 2265 | Црква Светог Пророка Илије у Јадранској Лешници                                           | Црква Светог Пророка Илије у Јадранској Лешници                                           |                                                      |                                                | Јадранска Лешница    |                 | Лозница      | ВАЉЕВО         |
| СК 2266 | Пошаљи фотографију                                                                        | Црква Св. апостола Петра и Павла у Лешници                                                |                                                      |                                                | Лешница              |                 | Лозница      | ВАЉЕВО         |
| СК 2268 | Црква Вазнесења Господњег у Цветуљи                                                       | Црква Вазнесења Господњег у Цветуљи                                                       |                                                      |                                                | Цветуља              |                 | Крупањ       | ВАЉЕВО         |
| СК 2277 | Црква Преображења Господњег у Љубовији                                                    | Црква Преображења Господњег у Љубовији                                                    | Војводе Мишића 40                                    | 44.188424°N 19.372138°E / 44.188424, 19.372138 | Љубовија             |                 | Љубовија     | ВАЉЕВО         |